# ألكسندر غروتينديك
ألكسندر غروتينديك (Alexander Grothendieck) (تُلفظ بالألمانية: [ˈgro:tn̩di:k]؛ 
نطق فرنسي: [gʁɔtɛndik]
؛ المولود في 28 من مارس 1928- 13 نوفمبر 2014) هو عالم رياضيات والشخصية الرئيسية وراء تأسيس النظرية الحديثة للهندسة الجبرية. وسّع برنامج بحثه نطاق المجال بشكلٍ كبيرٍ، متضمنًا عناصر أساسية للجبر التبادلي والجبر المُقارن للبُنَى المُتماثلة ونظرية الحُزمَة ونظرية التصنيف في تأسيسها. وأدى هذا المنظور الجديد إلى التقدم الثوري عبر العديد من مجالات الرياضيات البحتة.
ضمن الهندسة الجبرية ذاتها، أصبحت نظريته المتعلقة بالخطط هي اللغة المقبولة عالميًا لجميع الأعمال التقنية الأخرى. وأطلقَ تعميم غروتينديك لنظرية ريمان-روش الكلاسيكية دراسة الجبرية ونظرية كيه الطوبولوجية. ولقد ترك تأسيسه لنظريات كُهومولوجي الجديدة آثارًا عميقةً لـ نظرية الأعداد الجبرية والطوبولوجيا الجبرية ونظرية التمثيل. وكان لتأسيسه لنظرية توبوس تأثير على نظرية المجموعات والمنطق.
ويعد اكتشاف نظرية ويل كُهومولوجي الحسابية الأولى: لأديك إيتال كُهومولوجي واحدًا من إنجازاته الأكثر شُهرةً. ولقد فتحت هذه النتيجة الرئيسة الطريق لبرهنة تخمينات ويل، واكتملت في نهاية المطاف من قِبل تلميذه بيير ديليجن (Pierre Deligne). وإلى يومنا هذا، تظل لأديك كُهومولوجي وسيلةً جوهريةً لعددٍ من أصحاب النظريات، مع تطبيقات هامة لبرنامج لانجلاندس.
لقد أثرت طريقة تفكير غروتينديك في أجيال من علماء الرياضيات لفترة طويلة بعد رحيله من علم الرياضيات. وجلب تأكيده على دور الخواص العالمية نظرية التصنيف إلى التيار الرئيس كمبدأ تنظيمي هام. ويعد مفهومه لتصنيف أبيليان الآن هو الهدف الأساسي لدراسة الجبر المُقارن للبُنَى المُتماثلة. ولنظريته الحدسية لـلدوافع قوةً صارمةً وراء التطورات الحديثة في نظرية كيه الجبرية ونظرية هوموتوبي موتيفيك وتكامل موتيفيك.
اندفاعًا بإدانات شخصية وسياسية عميقة، ترك غروتينديك معهد الدراسات العلمية المتقدمة، حيثما عُيّن أستاذًا وأتم عمله الأعظم، بعد نزاعٍ بشأن التمويل العسكري في عام 1970م. وتوقف نشاطه المختص بالرياضيات بعد ذلك، وكرّس طاقاته لأسبابٍ سياسيةٍ. وتقاعد رسميًا في عام 1988م وفي غضون سنوات قليلة انتقل إلى البرانس، وعاش في عزلة عن المجتمع البشري.

## حياته وأفكاره
ولد ألكسندر غروتينديك لأبوين يساريين متطرفين في برلين يوم 28 مارس 1928 ، هرب والده من النازية ليحارب في صفوف الشيوعيين الإسبان إبان الحرب الأهلية، تاركا ولده يربى لدى اسرة ألمانية، لجأ غروتينديك مع أمه إلى فرنسا عام 1939 ؛ حيث عانى من اضطهاد مضاعف من قبل الفرنسيين كونه ألماني ومن قبل النازيين الذين غزوا فرنسا كونه ذو جذور يهودية، ربما تلك الفترة أثرت على شخصيته وقراراته ومصيره حتى كما سنرى لاحقا .
رغم اهتمامه بالفيزياء إلا أنه فضل الرياضيات البحتة، وذلك بسبب صلة الفيزياء بالعديد من الكوارث البشرية، كما حدث في هوريشما مثلا في نهاية الهرب العالمية الثانية، ففي عام 1948 اتجه نحو مدينة نانسي حيث حصل على شهادة الدكتوراة في الرياضيات على يد جين ديودونه في مدينة نانسي وقضى عدة سنوات في التدريس في البرازيل والولايات المتحدة ثم عاد إلى فرنسا عام 1955 حيث إلتحق بمركز الدراسات المتقدمة، حيث بلغ ذروة نشاطه العلمي .
في عام 1960 وانطلاقا من مبدأ أخلاقي، أعلن أنه سيتوقف عن المشاركة بأي تظاهرة علمية ممولة من قبل جهة حكومية ذات صلة بالأسلحة أو الحرب كالناتو وناسا ووزارة الدفاع الفرنسية ؛ مما دفع بعض منظمي المؤتمرات –نظراً لمكانته العلمية - بتغير مموليهم أحيانا رغبة منهم في ضمان مشاركته .
في عام 1970 أكتشف مصادفة أن جزء من تمويل معهد الدراسات المتقدمة الذي يعمل به يأتي وبشكل جزئي وغير مباشر من وزارة الدفاع الفرنسية، مما حذاه ليصب جام غضبه على زملائه الذين قبلوا بهكذا وضع رغم اعتناق بعضهم لأفكار يسارية مناهضة للحروب، رافضاً التبريرات التي قدمها زملاؤه من قبيل أن ذلك التمويل لم يفرض عليهم أي قيود على حرية التفكير والتعبير، ووجد نفسه مضطرا ليقدم الاستقالة، وفشل في أن يجد أي وظيفة أخرى في مؤسسة من مستوى معهد الدراسات المتقدمة الذي كان يعمل به، ولا سيما مع الشروط التي وضعها في نبذ أي علاقة مع المؤسسات العسكرية .
بعد عام 1970 اتجه نحو الدعوة لمناهضة الحرب والإمبريالية مؤسسا بعض الحركات التي حال سلوكه الغريب في أن تجد لنفسها قاعدة شعبية، بحلول عام 1980 أصبح غير مستقر من الناحية العقلية، ولجأ إلى إحدى القرى في جبال البرينيه في الجنوب الفرنسي، وكان أخر ظهور له عام 1991 حيث أحرق الاف الأوراق من مخطوطاتة في منزل صديقته ثم اختفى، وبدأت الشائعات تنتشر حوله، البعض قال أنه أصبح بوذيا بتعبد في أحد الجبال في البرينيه، وأخرون قالوا أنه أصبح مناصرا متطرفا للبيئة يرعى الماشية في الجنوب الفرنسي، واحدة فقط من علماء الرياضيات استطاعت التواصل معه في تلك الفترة، حيث وافق على الزواج منها لاحقا، فاجأها لاحقا بقوله أنه مستعد لاطلاعها على نظريته الفيزيائية الجديدة في حال إجابتها على السؤال : ما هو المتر .

## مؤلفاته
من مؤلفاته كتاب في حوالي 1000 صفحة تحت عنوان: Récoltes et Semailles، الكتاب يتحدث فيه عن حياته وإخفاقاته مع أقرانه.
بالإضافة لهذا الكتاب، له حوالي 70000 صفحة ترقد في قبو بباريس؛ مخطوطات تنتظر من يفكها.

## جانب من حياته اليومية
يقول طه بلافريج، وهو أحد تلاميذته ممن درس عنده: "كان يأتي للجامعة في سيارته بيجو القديمة من المكان الذي اختار أن يعيش فيه بمنأى عن الحضارة، وفي اتصال مع الطبيعة. كان يدخل كل أسبوع للقاعة بمؤونة من الخضروات الناضجة. كانت له أيضا ساعة يخرجها لكي يخبرنا، في لحظة معينة، بنهاية الدرس. كان كل واحد منا مطالبا بتقديم ما وصل له في موضوع بحثه. ثم يأخذ طبشورا أبيض ويبدأ في تخطيط معادلات، رسومات وأفكارفي لوح أخضر.. كان يدحض، يُقوِّمُ، يقترح، يشذب لحيته بأصابعه القلقة، يبتسم، يلهو، بنظرته الصارمة التي لا تنتقص أي شيء من سماحة وجهه".

## وفاته
توفي ألكسندر غروتينديك في الثالث عشر من نونبر عام 2014 في مستشفى في مدينة فرنسية.

## وصلات خارجية
- ألكسندر غروتينديك على موقع الموسوعة البريطانية (الإنجليزية)
- ألكسندر غروتينديك على موقع ميوزك برينز (الإنجليزية)
- ألكسندر غروتينديك على موقع إن إن دي بي (الإنجليزية)

- Grothendieck Circle, collection of mathematical and biographical information, photos, links to his writings
- Institut des Hautes Études Scientifiques
- The origins of `Pursuing Stacks' This is an account of how `Pursuing Stacks' was written in response to a correspondence in English with Ronnie Brown and Tim Porter at Bangor, which continued until 1991.
- Récoltes et Semailles in French.
- Spanish translation of "Récoltes et Semailles" et "Le Clef des Songes" and other Grothendieck's texts
- short bio from Notices of the American Mathematical Society